# 彭上坤
彭上坤（1910年—1943年），江西万载人。中国工农红军将领、八路军将领。

## 生平
1931年，加入中国共产党。同年参加中国工农红军。曾在红一方面军任指挥员。参加中央革命根据地第三、第四、第五次反“围剿”作战。1933年10月成立红九军团，在第三师任营长，护送红七军团东出福建、北上抗日。1934年10月，参加中央红军长征。1935年7月，红九军团改称三十二军。同年冬奉命南下，任红三十二军二八六团团长。率部参加转战川康边的战斗。1936年7月，任红三十二军九十四师参谋长；10月长征胜利到达甘肃会宁地区。抗日战争时期，历任八路军120师三八五旅营长、第七一七团副团长。1943年于陇东合水病逝。